# Karşıyaka (district)
Karşıyaka is een Turks district in de provincie İzmir en telt 515.184 inwoners (2007). Het district heeft een oppervlakte van 65,7 km².
De bevolkingsontwikkeling van het district is weergegeven in onderstaande tabel.

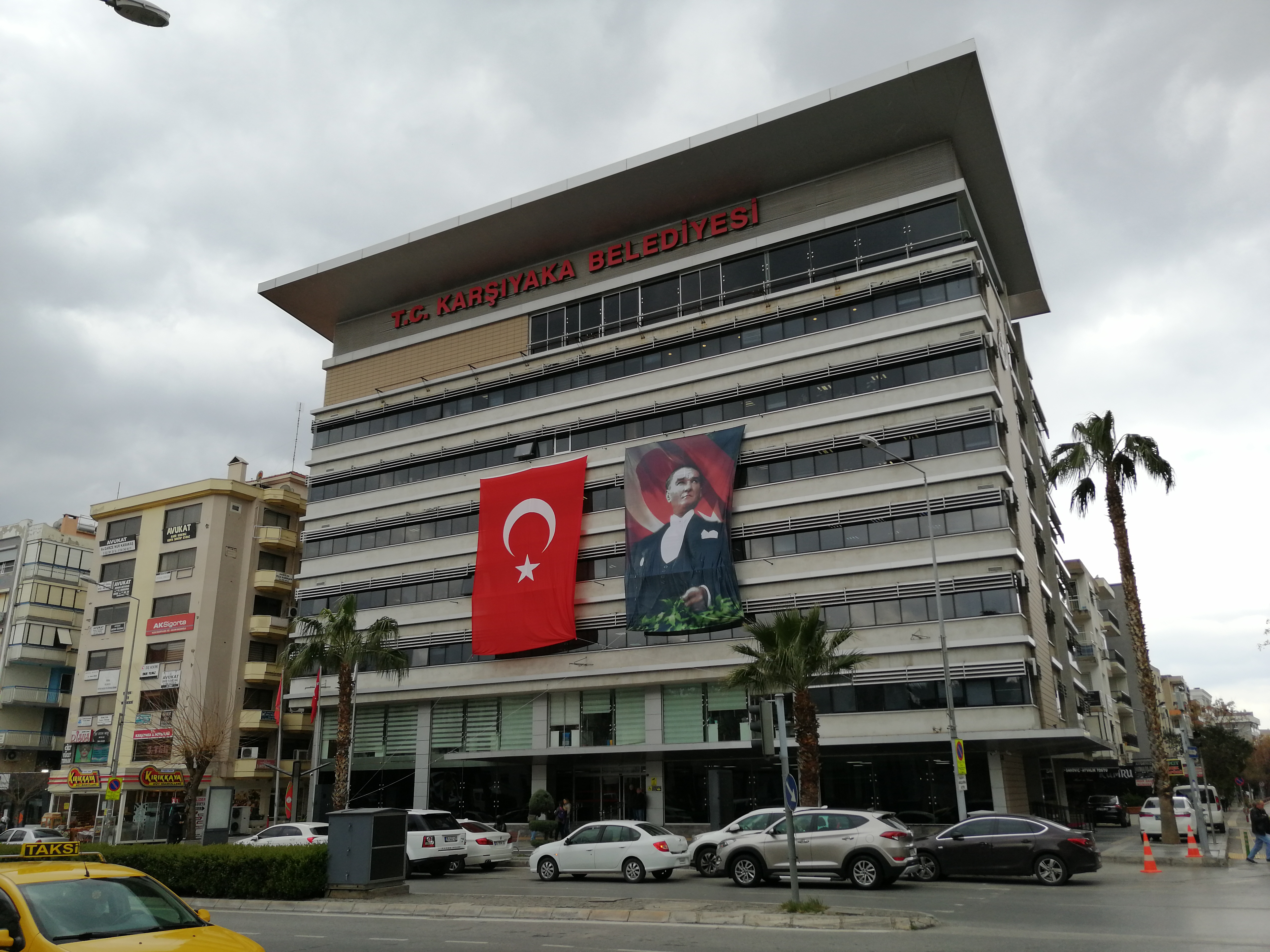
Gemeentehuis van Karsiyaka

| 1997    | 2000    | 2007    |
| ------- | ------- | ------- |
| 432.457 | 438.764 | 515.184 |

Aliağa · Balçova · Bayraklı · Bayındır · Bergama · Beydağ · Bornova · Buca · Çeşme · Çiğli · Dikili · Foça · Gaziemir · Güzelbahçe · Karabağlar · Karaburun · Karşıyaka · Kemalpaşa · Kınık · Kiraz · Konak · Menderes · Menemen · Narlıdere · Ödemiş · Seferihisar · Selçuk · Tire · Torbalı · Urla